# 기수범
기수범(旣遂犯)이란 범죄를 시도한 사람이 범죄에 성공했거나 범죄의 구성 요건을 완전히 갖춘 상태로 실행한 범죄 또는 그 범죄를 저지른 사람을 말한다. 그리고 기수범은 대한민국 형법에서는 미수범보다 형량이 더 늘어난다.